# Parques da cidade de São Paulo

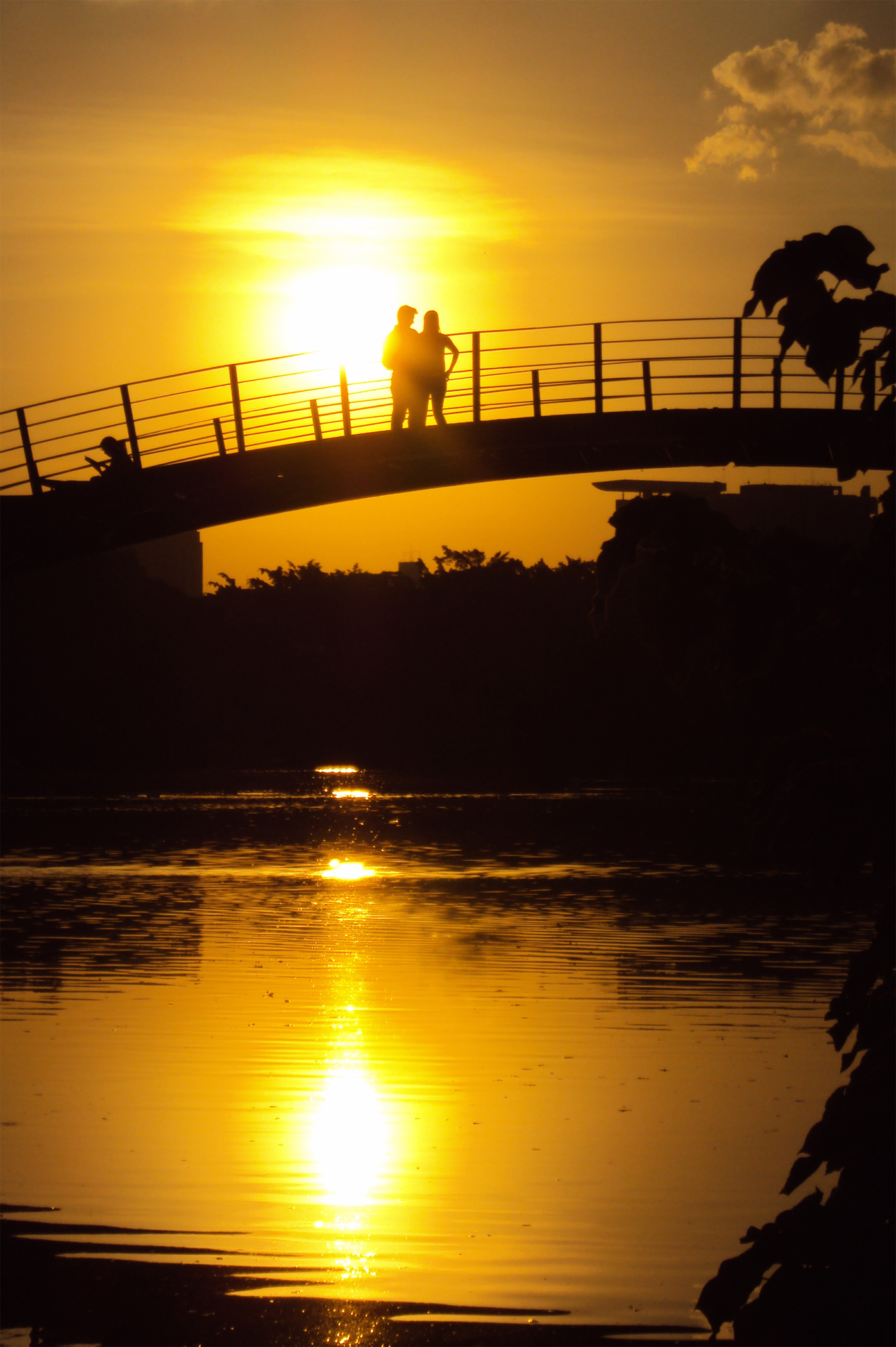
Parque do Ibirapuera, o mais importante e famoso parque da cidade.

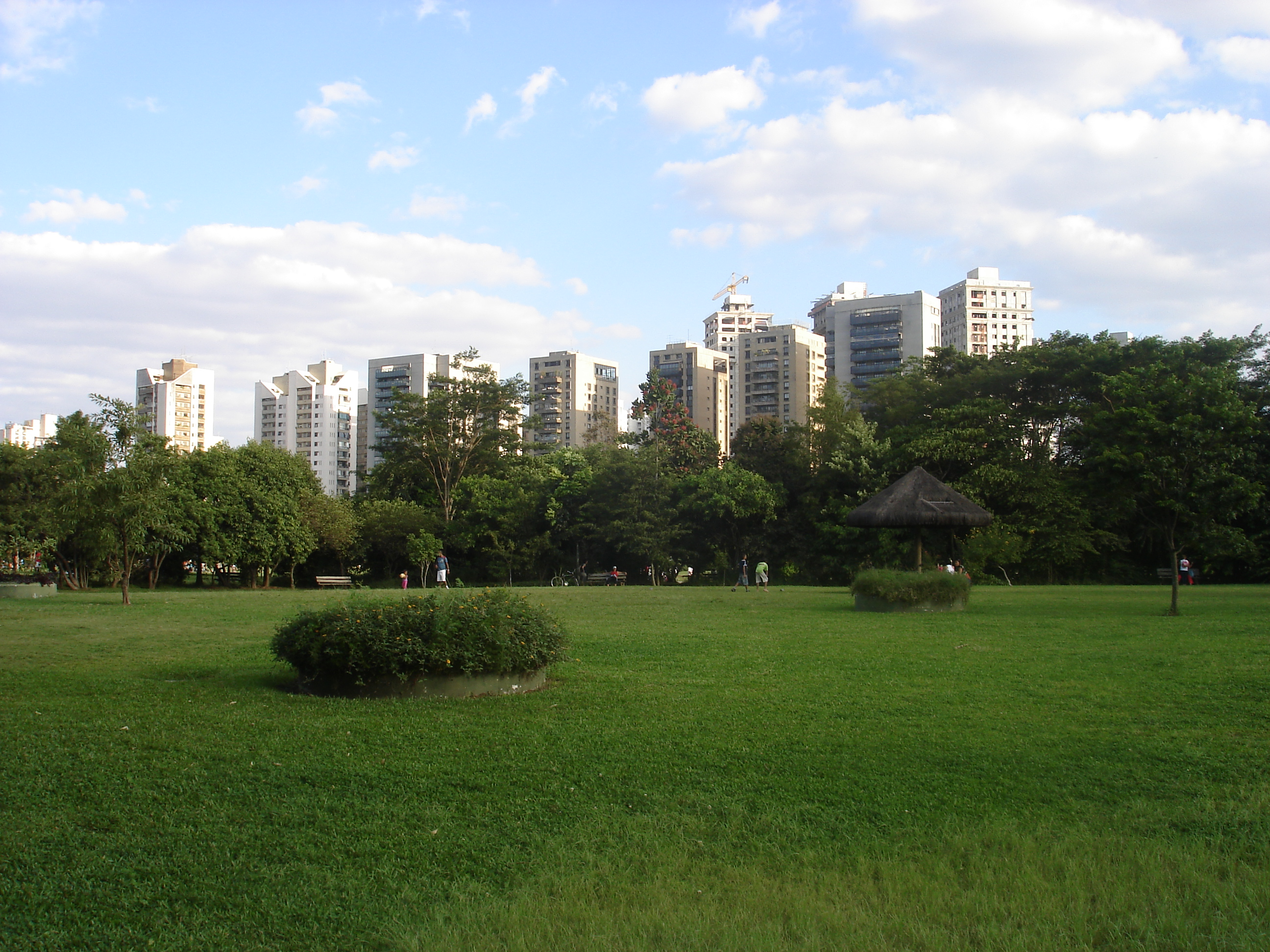
Parque Villa-Lobos, um dos mais procurados em São Paulo.

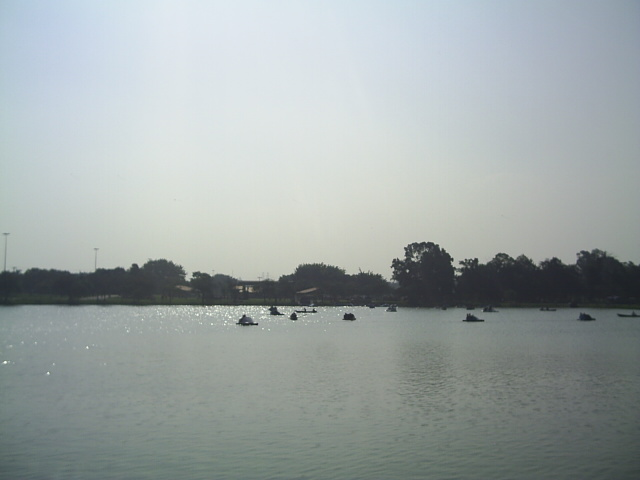
Parque Ecológico do Tietê.

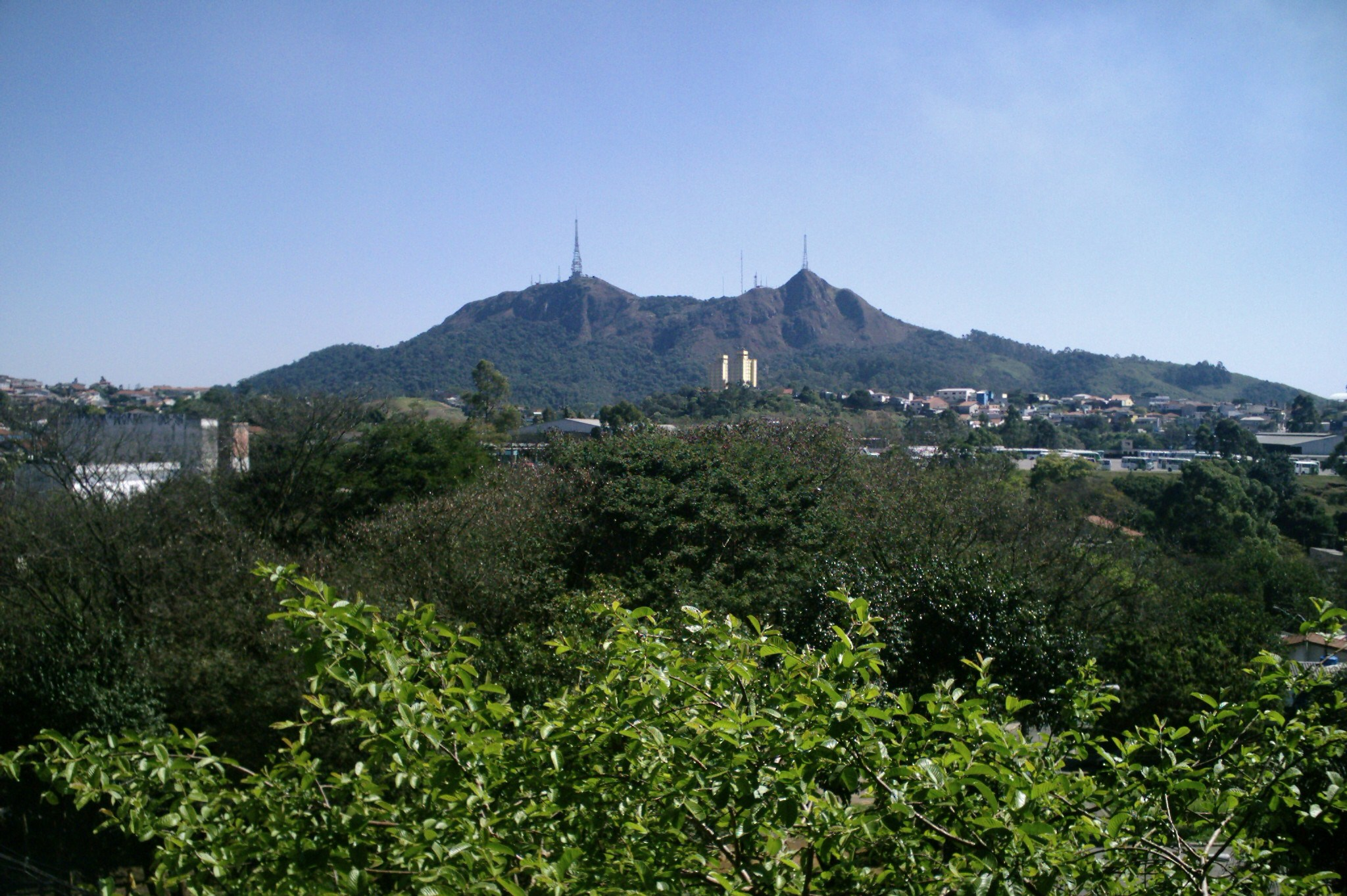
Pico do Jaraguá, no Parque Estadual do Jaraguá.

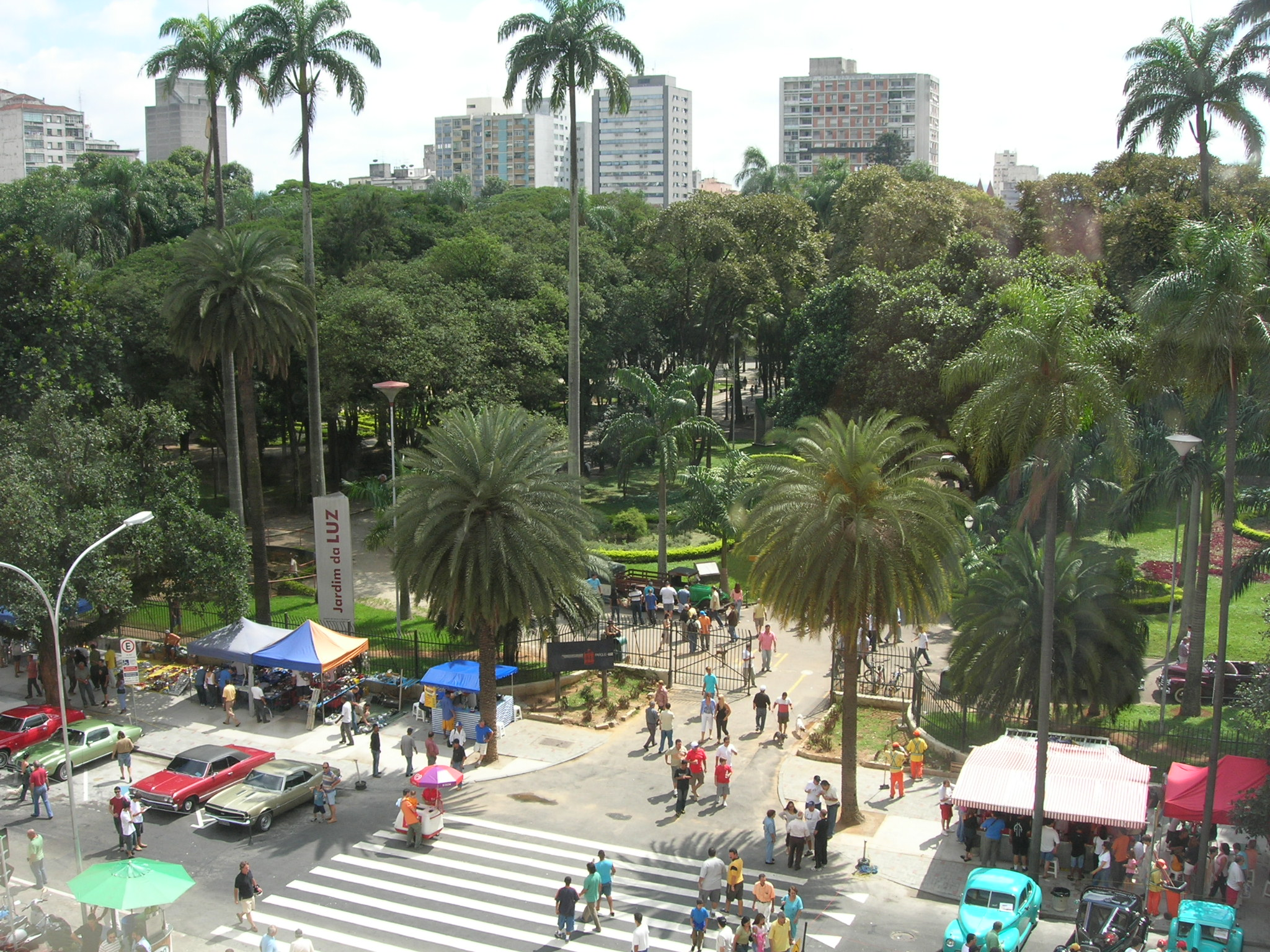
O Jardim da Luz, o mais antigo parque da cidade, no centro de São Paulo.

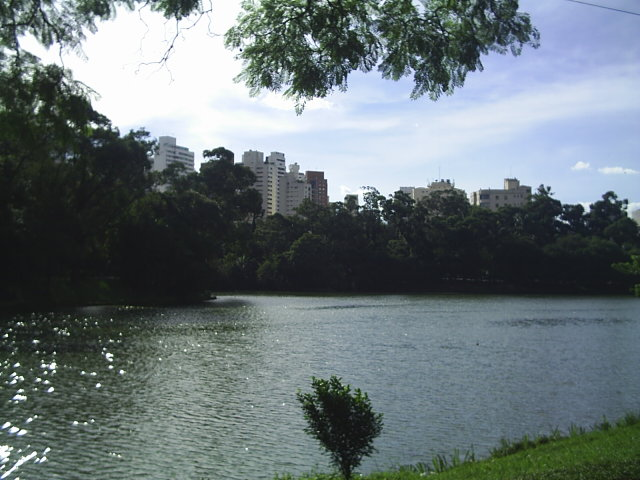
Parque da Aclimação, na região central da cidade.

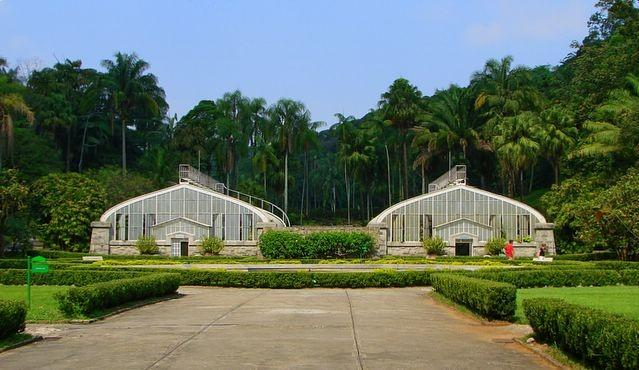
Estufas no Jardim Botânico de São Paulo.

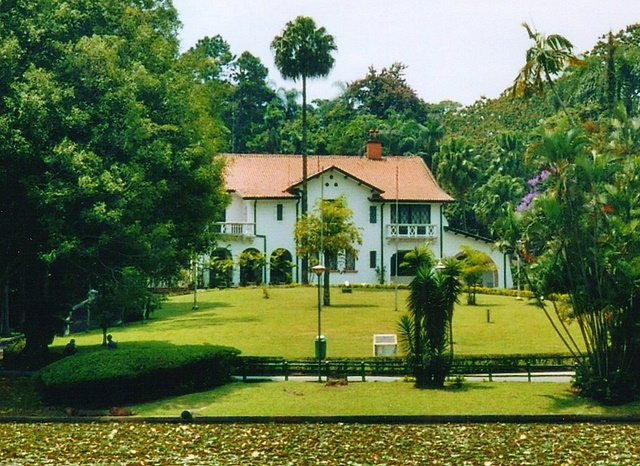
Palácio do Horto Florestal, no Horto Florestal de São Paulo, a casa de veraneio do governador do estado.

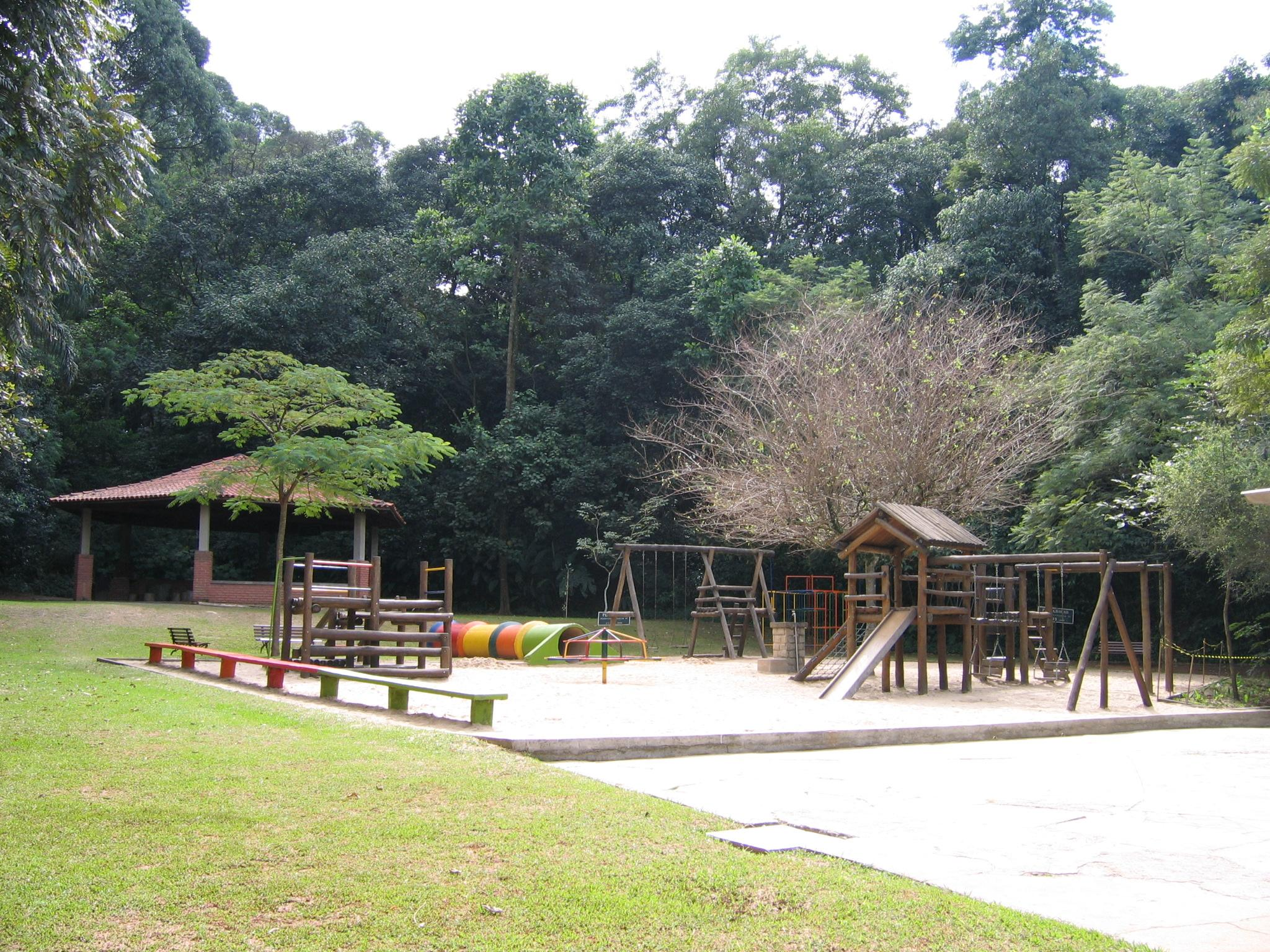
Parque Luís Carlos Prestes.

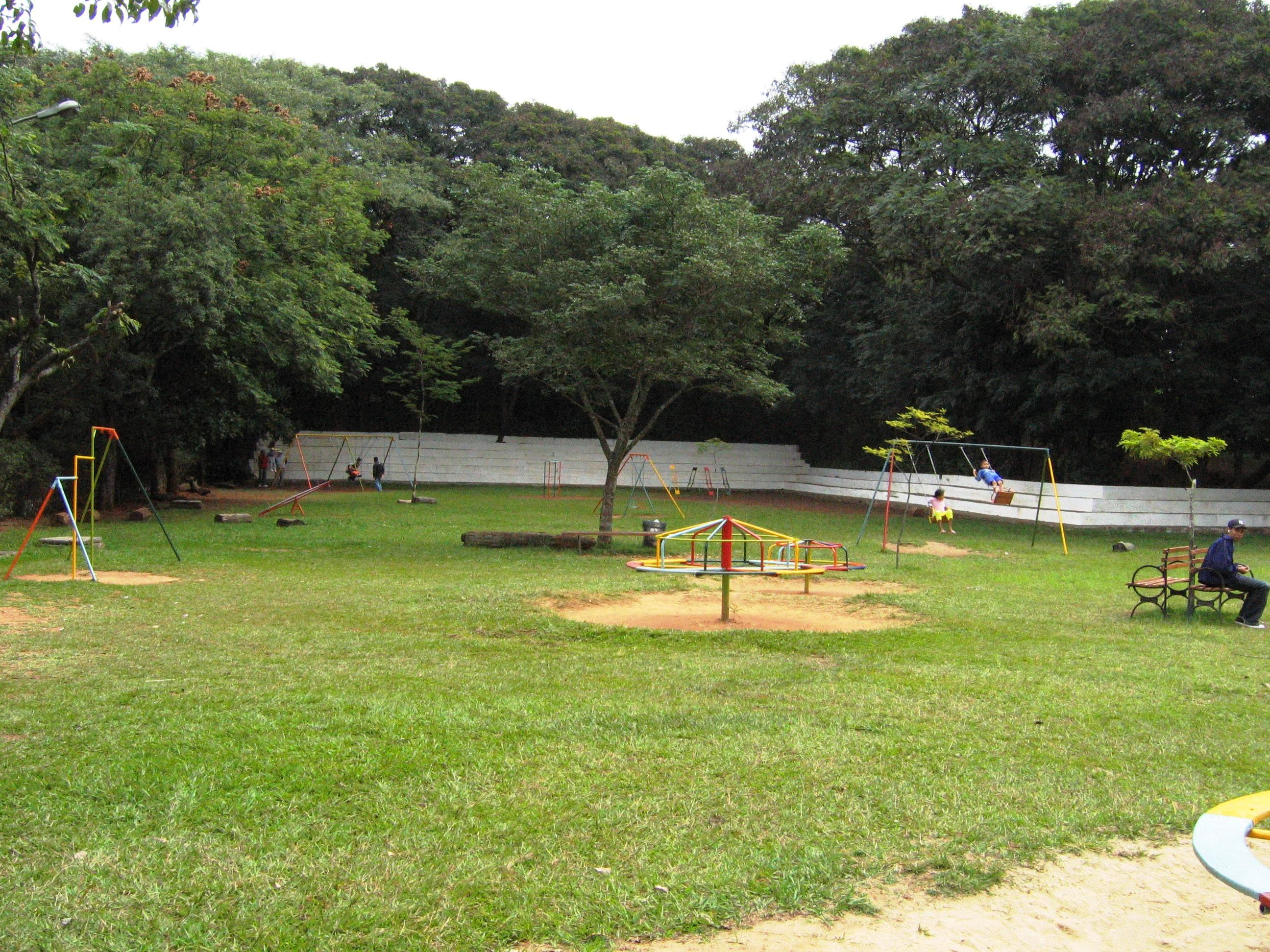
Parque Previdência.

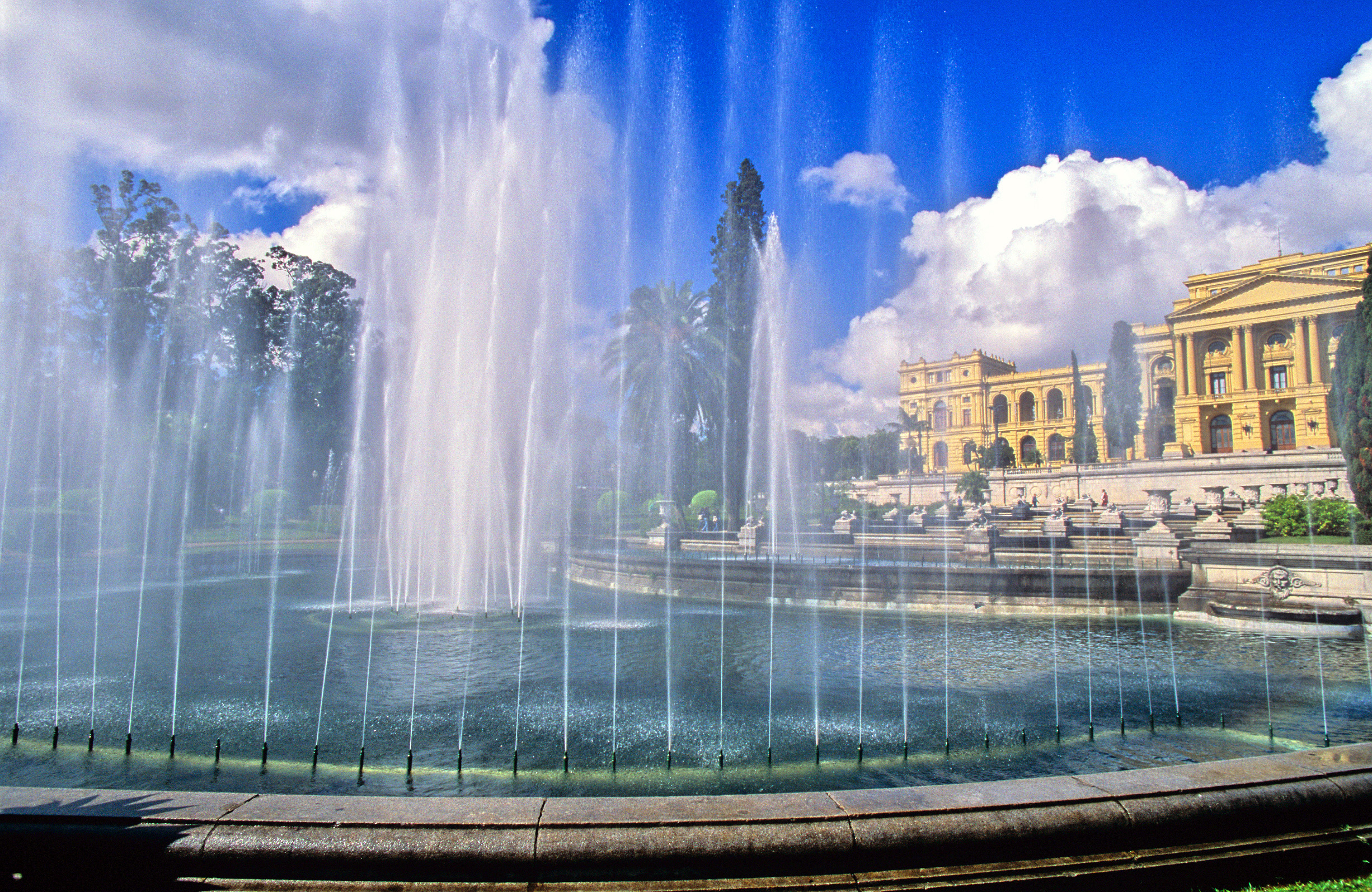
Fontes do Parque da Independência, com o Museu do Ipiranga ao fundo.

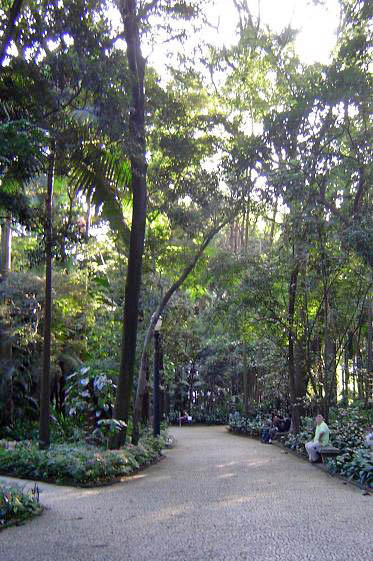
Interior do Parque Trianon.

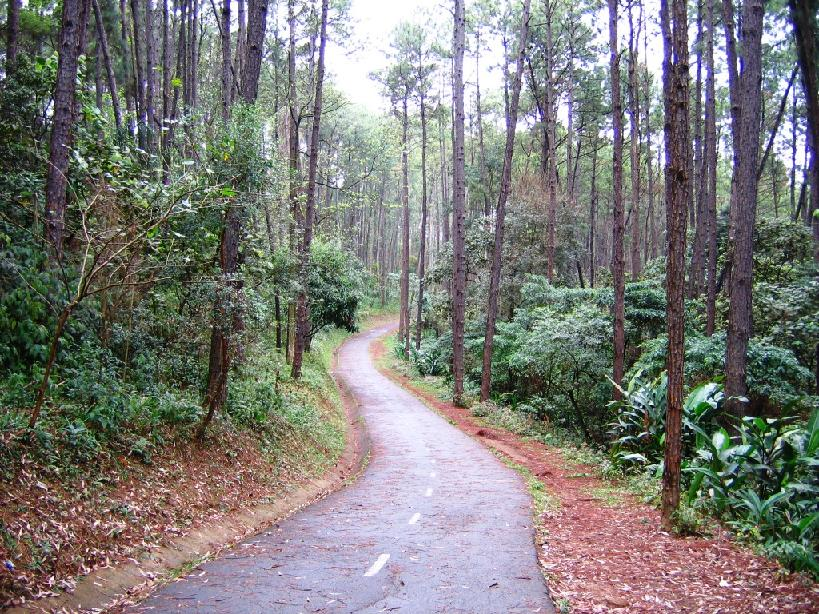
Interior do Parque Anhanguera.

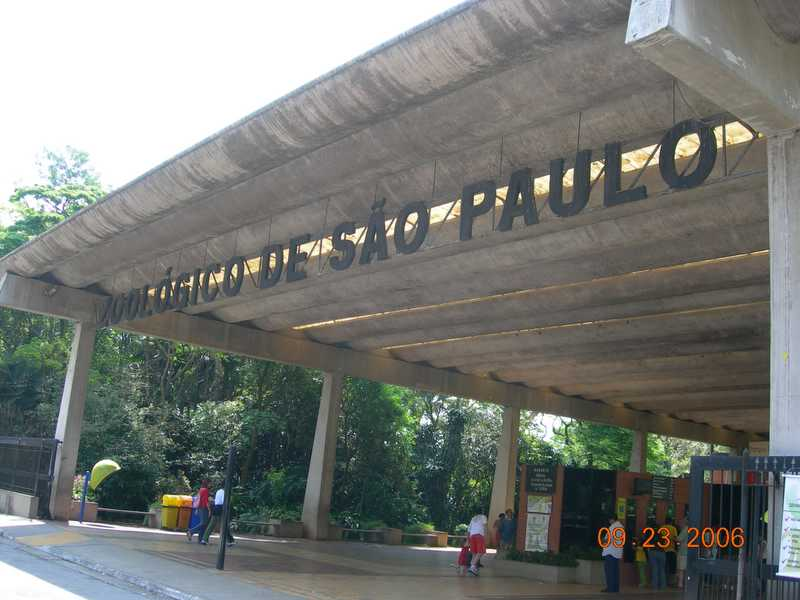
Zoológico de São Paulo.

A cidade de São Paulo conta com diversos parques e reservas ambientais. Entre parques estaduais e municipais, somam-se 106 áreas espalhadas pela cidade.Com todos esses parques A cidade de São Paulo tem menos de 12m² de verde por habitante: abaixo do recomendado pela Organização Mundial de Saúde (OMS).

## Centro
- Parque da Luz: é o parque mais antigo da cidade, localizado ao lado da Estação da Luz e da Pinacoteca do Estado, no distrito do Bom Retiro. É muito conhecido por Jardim Luz, ja que sua área é relativamente menor que a dos parques atuais.
- Parque da Aclimação: localizado no distrito da Liberdade, é um dos parques mais famosos da cidade, contando com uma intensa área verde, um lago, e áreas de entretenimento. O parque é muito freqüentado por pessoas de várias partes da cidade.
- Parque Buenos Aires: é um parque localizado no bairro de Higienópolis, no distrito da Consolação. É um parque pequeno como uma praça, porém com vegetação exuberante, caminhos sinuosos e pequenas ladeiras. É frequentado por moradores que curtem a sombra densa ou praticam corrida e caminhada na calçada pelo perímetro externo do parque.

## Zona Norte
- Horto Florestal de São Paulo: é um parque localizado no distrito de Tremembé, situado aos pés da Serra da Cantareira, dentro do Parque da Cantareira. Nele, está situada a casa de veraneio do Governador do Estado de São Paulo.
- Parque Anhangüera: é um parque municipal situado no extremo noroeste da capital, no distrito de Perus. Possui uma área de aproximadamente nove milhões de metros quadrados de mata atlântica, sendo assim, um dos grandes parques de São Paulo.
- Parque da Cantareira: é uma Unidade de Conservação de Proteção Integral paulista que abrange parte da Serra da Cantareira, a maior floresta urbana nativa do mundo, localizado na zona norte da cidade.
- Parque Cidade de Toronto: é um parque localizado no distrito de São Domingos.
- Parque da Juventude: parque criado no local onde estava implantado o antigo Complexo Penitenciário do Carandiru, localizado nos bairros do Carandiru e Santana, zona norte da cidade.
- Parque Estadual do Jaraguá: é um parque criado em torno no ponto mais alto de São Paulo, o Pico do Jaraguá, que também se localiza na Serra da Cantareira. Do alto do Jaraguá, pode-se ter uma ampla visão de boa parte da cidade e do lado oeste da região metropolitana de São Paulo.
- Parque Lions Club Tucuruvi: é um parque situado no distrito de Tucuruvi.
- Parque São Domingos: é um parque localizado no distrito de São Domingos, zona norte da cidade.
- Parque Jardim Felicidade: é um parque localizado no distrito de Pirituba.
- Parque Rodrigo de Gásperi: é um parque localizado no distrito de Pirituba.
- Parque Vila dos Remédios: é um parque situado nas imediações do distrito de Jaguara, próximo do encontro dos rios Tietê e Pinheiros.
- Parque Vila Guilherme: é um parque pertencente ao distrito de Vila Guilherme.
- Parque Córrego do Bispo: é um paraue pertencente ao distrito de Casa Verde (distrito de São Paulo)[3]

## Zona Sul
- Parque do Ibirapuera: é o mais importante e famoso parque urbano de São Paulo, inaugurado em 21 de agosto de 1954, para a comemoração do quarto centenário da cidade. Localizado no distrito de Moema, nele são realizados grandes e importantes eventos. Possui um rico conjunto arquitetônico, como o Obelisco de São Paulo, a Oca, Pavilhão Cicillo Matarazzo, Pavilhão Manuel da Nóbrega, Pavilhão Eng. Armando de Arruda Pereira, Palácio da Agricultura, Grande Marquise, onde está localizado o Museu de Arte Moderna de São Paulo, Ginásio do Ibirapuera, Monumento às Bandeiras, Viveiro Manequinho Lopes, o Planetário do Ibirapuera, Escola Municipal de Astrofísica, o renomado Auditório Ibirapuera e o Monumento a Pedro Álvares Cabral. De todo esse conjunto, diversas obras são do renomado arquiteto Oscar Niemeyer. O parque conta com ciclovias e treze quadras iluminadas, além de pistas destinadas a cooper, passeios e descanso, todas integradas à área cultural do parque.
- Parque da Independência: é um parque inaugurado em 1988, no distrito do Ipiranga. Faz parte do patrimônio histórico nacional. Abriga o Museu do Ipiranga, o Monumento à Independência, jardins e a Casa do Grito. O parque Independência tem 184.830 m² de área total, desta: 51.960 m² de pisos impermeáveis, 124.500 m² de vegetação: bosque (32.200 m²); Gramado (67.900 m²); Área gramada (24.400 m²); 4.500 m² de fonte e córrego e 3.870 m² de edificações.
- Parque Estadual Fontes do Ipiranga: é uma área na qual ainda se encontra vegetação remanescente de Mata Atlântica. Estende-se por 526 hectares. O parque na verdade é um conjunto de outros parques, instituições, secretaria, observatórios, etc. Alguns de seus espaços são abertos para visitação pública, como o Jardim Botânico e o Zoológico de São Paulo.
- Jardim Botânico de São Paulo: é um dos principais Jardins Botânicos do país, e está situado dentro do Parque Estadual Fontes do Ipiranga. É uma zona de preservação de Mata Atlântica, sendo composto bosques, estufas, trilhas, lagos, Museu Botânico Dr. João Barbosa Rodrigues e pelo Instituto de Botânica de São Paulo.
- Parque Zoológico de São Paulo: é o maior zoológico do Brasil, e um dos maiores do mundo. Fica localizado em uma área de 824.529 m² de Mata Atlântica original, com 4 quilômetros de alamedas. Aloja as nascentes do histórico riacho do Ipiranga, ao sul da cidade de São Paulo.
- Parque Estadual da Serra do Mar: é um parque com cerca de 315 mil hectares, que vai da divisa do estado de São Paulo com o estado do Rio de Janeiro até Itariri, no sul do estado paulista, e contém a maior área contínua de Mata Atlântica preservada do Brasil. No município de São Paulo ele está localizado no extremo sul, no distrito de Marsilac, na Serra do Mar.
- Parque Ecológico do Guarapiranga: é um parque estadual localizado às margens da Represa de Guarapiranga, no distrito de Jardim São Luís.
- Parque Guarapiranga: é um parque municipal localizado às margens da Represa de Guarapiranga, no distrito de Jardim São Luís.
- Parque Santo Dias: é um parque situado nas imediações do distrito de Capão Redondo, subúrbio da região sudoeste de São Paulo.
- Parque Severo Gomes: é um parque localizado no bairro de Granja Julieta, no distrito de Santo Amaro.
- Parque Lina e Paulo Raia: é um parque localizado no distrito paulistano de Jabaquara.
- Parque Nabuco: é um parque localizado no distrito de Cidade Ademar, na região sul da cidade de São Paulo.
- Parque Comandante Jacques Cousteau: é um parque localizado em Interlagos a poucos metros do Autódromo de Interlagos.
- APA - ÁREA DE PROTEÇÃO AMBIENTAL BORORÉ-COLÔNIA: A APA possui inúmeras nascentes, córregos e ribeirões que drenam para as Bacias Guarapiranga e Billings, ambas pertencentes à Bacia do Alto Tietê, contribuindo de forma essencial com a formação dos mananciais e recursos hídricos que abastecem cerca de 30% da região metropolitana de São Paulo estando também inserida na Área de Proteção e Recuperação de Mananciais da Bacia Hidrográfica do Reservatório Billings.

## Zona Leste
- Parque da Consciência Negra: é o segundo maior parque da cidade de São Paulo, tendo 130.135 m². O parque foi inaugurado no dia 20 de novembro de 2009, no bairro Cidade Tiradentes. O parque foi uma homenagem aos moradores que são de maioria afrodescentes. O parque ainda conta com Mata Atlântica preservada e florestas de reflorestamento. No dia da inauguração foi plantado um baobá, árvore de origem africana de grande longevidade.
- Parque Ecológico do Tietê: é uma área de proteção ambiental, onde foi instalado um parque. Está localizado na Várzea do Rio Tietê, entre os municípios de São Paulo, Itaquaquecetuba e Guarulhos. O parque é uma boa opção para lazer, recebendo de 150 a 200 mil visitantes por mês.
- Parque do Carmo: é um parque municipal localizado no distrito homônimo de Parque do Carmo, na zona leste da cidade de São Paulo. Possui uma área de aproximadamente 1.500.000 metros quadrados, sendo o maior parque da cidade de São Paulo e um dos maiores da região metropolitana.
- Parque do Piqueri: é um parque localizado no distrito do Tatuapé, ao lado da Marginal Tietê, e tem uma área de 97.272 metros quadrados. Nele existe uma variada flora, de pequenos arbustos até árvores de grande porte.
- Parque da Independência: é um parque inaugurado em 1988, no distrito do Ipiranga. Faz parte do patrimônio histórico nacional. Abriga o Museu do Ipiranga, o Monumento à Independência, jardins e a Casa do Grito. O parque Independência tem 184.830 m² de área total, desta: 51.960 m² de pisos impermeáveis, 124.500 m² de vegetação: bosque (32.200 m²); Gramado (67.900 m²); Área gramada (24.400 m²); 4.500 m² de fonte e córrego e 3.870 m² de edificações.
- Parque Anália Franco, antigamente conhecido como Centro Educativo Recreativo Esportivo do Trabalhador (CERET), é um grande local onde se elabora programações recreativas, educacionais, culturais, sociais, esportivas, cívicas e correlatas, localizado no bairro do Jardim Anália Franco, distrito da Vila Formosa.
- Parque Ecológico Profª Lydia Natalizio Diogo - Vila Prudente: é um parque situado no distrito de Vila Prudente, na região sudeste da cidade de São Paulo.[4]
- Parque Santa Amélia: é um parque localizado no distrito de Itaim Paulista, subúrbio da zona leste de São Paulo.
- Parque Chácara das Flores: é um parque situado no subúrbio leste paulistano, no distrito de Guaianases.
- Parque Chico Mendes: é um parque pertencente ao distrito de Vila Curuçá, região suburbana da zona leste da cidade.
- Parque Raul Seixas: é um parque localizado no distrito de Itaquera.
- O Parque Aterro Sapopemba é um parque urbano localizado no distrito de Sapopemba.

## Zona Oeste
- Parque Trianon: trata-se do Parque Tenente Siqueira Campos, mais conhecido como Parque Trianon ou Parque do Trianon, que foi inaugurado em abril de 1892 com a abertura da Avenida Paulista na cidade de São Paulo. Foi projetado pelo paisagista francês Paul Villon, sendo um dos mais famosos parques da cidade de São Paulo, localizado na Avenida Paulista, em frente ao MASP e entre o principal centro financeiro do país. Em seu interior, além da única reserva remanescente de mata atântica da região, outros atrativos como a estátua do Fauno de Vítor Brecheret, um viveiro de aves, fontes, chafarizes, locais de recreação infantil, sanitários públicos e centro administrativo, tornando-se um refúgio de lazer e descanso no meio da agitada Avenida Paulista
- Parque Villa-Lobos: é um parque localizado no bairro Alto de Pinheiros, às margens do rio Pinheiros. Possui 732 mil m² de área verde, ciclovia, playground, ilha musical para shows e concertos e bosque de Mata Atlântica. A área de lazer inclui ainda aparelhos para ginástica, pista de cooper, tabelas de basquete, 3 quadras para futebol de salão, 7 para tênis, além de quadras poli esportivas, 4 campos de futebol, 2,4 km de pistas para caminhadas, 1,5 km de ciclovia. Um anfiteatro aberto de 729 m², com 450 lugares, sanitários adaptados para deficientes físicos, lanchonete e 750 vagas para estacionamento. O parque também promove eventos musicais, especialmente instrumentais, como orquestras e grupos de choro e o Complexo de Tênis do Parque Villa-Lobos abriga o torneio internacional Aberto de São Paulo de Tênis.
- Parque do Povo: é um parque localizado próximo ao bairro da Vila Olímpia. Atualmente conta com três quadras poliesportivas, pista de ciclismo, caminhada, corrida, trilha e aparelhos de ginástica.
- Parque Luís Carlos Prestes: é um pequeno parque municipal situado no extremo oeste da cidade de São Paulo, no bairro de Jardim Rolinópolis, distrito do Butantã, próximo à rodovia Raposo Tavares. Possui uma área de 27.100m² e está situado em uma encosta inclinada, de forma que possui três planos distintos ligados por escadas rústicas unindo os três platôs.
- Parque Previdência: é um parque municipal situado no extremo oeste da cidade, no bairro de Jardim Rolinópolis, prôximo a rodovia Raposo Tavares. Possui uma área de 91.500m².
- Parque Burle Marx: é um parque situado no distrito do Vila Andrade. Está localizado próximo à Marginal Pinheiros, na avenida Dona Helena Pereira de Morais, e foi inaugurado em 1995. Seus jardins foram projetados pelo renomado paisagista Burle Marx, o qual deu nome ao parque.
- Parque da Água Branca: é um parque de 136.765.41 m², localizado na zona oeste da cidade, próximo ao centro. Foi criado em 2 de junho de 1929 pelo Secretário de Agricultura Dr. Fernando Costa, com o objetivo de abrigar exposições e provas zootécnicas. Na ocasião, a Avenida Água Branca sequer havia sido asfaltada. Em 1996, o parque foi tombado pelo Condephaat como patrimônio cultural, histórico, arquitetônico, turístico, tecnológico e paisagístico do estado de São Paulo. Atualmente abriga diversas associações de criadores de raças de eqüinos e bovinos.
- Parque Alfredo Volpi: é um parque localizado no bairro de Cidade Jardim, distrito do Morumbi, na zona oeste da cidade. Possui uma área de 142.432 m². Anteriormente denominado Bosque do Morumbi, foi criado visando a preservação ambiental por meio de uma significativa área remanescente de vegetação do Domínio da Mata Atlântica inserido no tecido urbano.
- Parque Raposo Tavares: é um parque localizado no subúrbio oeste da cidade, no distrito do Butantã.
- Parque dos Eucaliptos: é um parque situado no oeste suburbano de São Paulo, no distrito de Vila Sônia.~
- Parque Chácara do Jockey: é um parque localizado no subúrbio oeste da cidade, no distrito do Butantã. Possui 143,5 mil m², com áreas destinadas a esporte, cultura, lazer e educação.

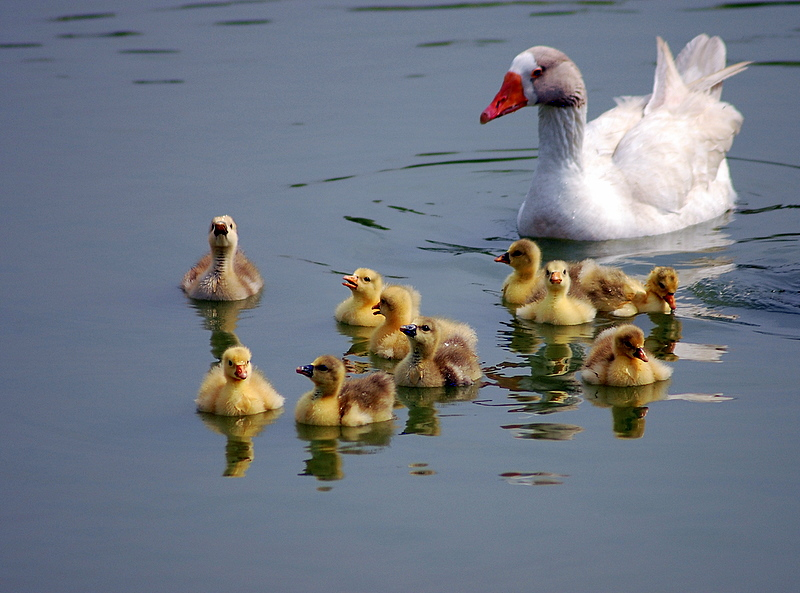
Gansos no Jardim Botânico de São Paulo.

## Fauna e Flora
Em plena capital paulista, os pássaros florestais aparecem com mais frequência na primavera, por volta dos meses de Setembro a Dezembro, devido ao cinturão de mata nativa que ainda cerca a metrópole de São Paulo.
Nos mais de 30 parques da cidade, dentre eles os grandes parques do Carmo, Ibirapuera, Villa-lobos, Anhanguera, entre outros, é possível escutar o canto do Sabiá-laranjeira, que tem um canto doce que se inicia bem nos primeiros dias de Setembro; do Sanhaço, um pássaro de tonalidade azul que tem um canto ritmado e forte. Dezenas de Bem-te-vis podem ser ouvidos a metros de distância, além dos colibris, que disputam o território em volta das flores, ao redor dos parques.
Apesar da intensa poluição de algumas áreas da cidade, como as vias expressas Marginal Tietê e Marginal Pinheiros, devido ao grande tráfego de veículos, a vida tem resistído a esses fatores no município. Os principais rios da cidade, Tietê e Pinheiros, abrigam várias espécies de animais como: Capivaras, gaviões, quero-quero, garças africanas, cobras, ratões do banhado e até um jacaré sobrevivem ao longo dos rios, aumentando as esperanças de salvação dos mesmos, futuramente.

### Lista da fauna do município de São Paulo

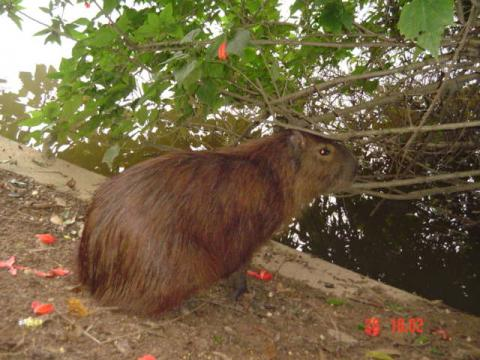
Capivara no Horto Florestal de São Paulo.

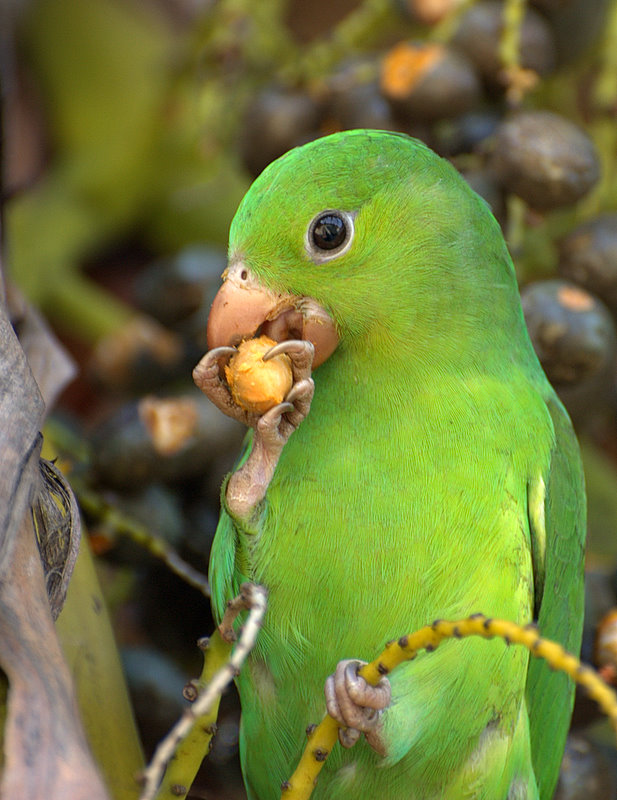
Periquito no Parque da Independência.

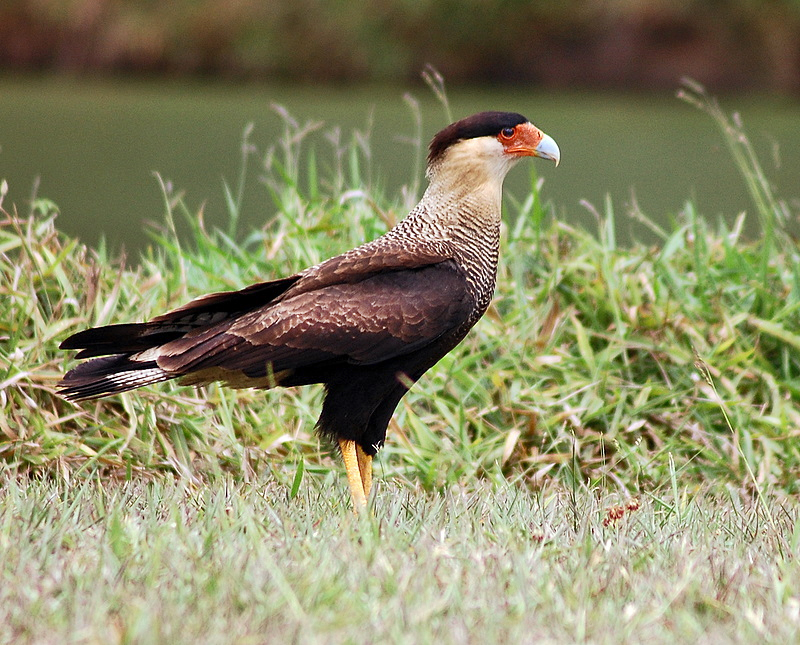
Caracara plancus no Jardim Botânico de São Paulo.

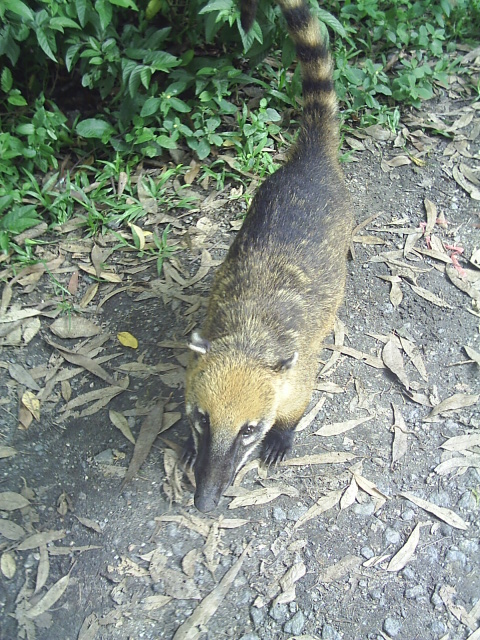
Quati no Parque Ecológico do Tietê.

| Aves - Alma de gato - Ananaí - Andorinha-pequena-de-casa - Anu-branco - Araponga - Bem-te-vi - Biguá - Cambacica - Caracará - Corocochó - Corujas - Ferreinho-de-cana-canela - Frango-d'água-comum - Galo da Campina - Garças - Gaturamo-verdadeiro - Gaviões - Irerê - Jacuguaçú - João-teneném - Maracanã-nobre - Martim-pescador - Mocho-diabo - Neinei - Papa-taoca-do-sul - Pavó - Peneira - Periquito - Pica-pau - Quiriquiri - Sabiás - Saí-azul - Saíra-amarela - Sanhaços - Socó-dorminhoco - Suindara - Tangará - Tesoura - Tico-tico - Tucanos - Tuim - Verão - Viúva. | Mamíferos - Anta - Bugio - Cachorro-do-mato - Caxinguelê - Gambá - Macaco-Prego - Lontra - Mão-pelada - Morcegos - Puma - Ouriço-cacheiro - Preguiça de três dedos - Quati - Ratão do banhado - Veado-catingueiro - Tatu-galinha. Répteis, Anfíbios e Peixes - Cágados - Cascavel - Cobra-de-duas-cabeças - Falsa-coral - Jararaca - Teiú - Papa-vento - Parelheira - Pererecas - Rãs - Sapos. |